# Cléo Pires
Cléo Pires Ayrosa Galvão, née le 2 octobre 1982 à Rio de Janeiro, est une actrice de télévision et de cinéma brésilienne. Elle joue notamment le rôle de Suraya Ananda la mauvaise belle sœur de Maya dans Caminho das Índias (India, A love story.)

## Biographie
Elle est la fille ainée du chanteur, acteur et présentateur de télévision brésilien Fábio Júnior et de l'actrice Glória Pires. Sa carrière d'actrice débute en 1994, par une brève apparition dans la minisérie télévisée Memorial de Maria Moura, adaptation du roman homonyme de Rachel de Queiróz, diffusée sur la chaîne de télévision Globo.

## Filmographie

### Télévision
- 1994 : Memorial de Maria Moura, Maria Moura (jeune)
- 2005 : América, Lurdinha
- 2005 : Clara e o Chuveiro do Tempo, Cleópatra
- 2006 : Cobras & Lagartos,	Letícia Pacheco
- 2008 : Ciranda de Pedra, Margarida Carmelo
- 2009 : Caminho das Índias, Surya Ananda
- 2010 : Araguaia, Estela Rangel
- 2012 : As Brasileiras, Ana (épisode O Anjo de Alagoas)
- 2012 : Salve Jorge, Bianca
- 2015: Operações Especiais

### Cinéma
- 2003 : Benjamim : Ariela Masé/Castana Beatriz
- 2008 : Meu Nome não É Johnny : Sofia
- 2010 : Lula, o Filho do Brasil : Lourdes
- 2011 : Qualquer Gato Vira-Lata : Tati
- 2013 : O Tempo e o Vento (pt) : Ana Terra
- 2014 : Rio, I Love You (Rio, Eu Te Amo), film à sketches brésilien, segment « Inútil Paisagem » de José Padilha :